# Зайковська Тетяна Олексіївна
Тетяна Олексіївна Зайковська (нар. 2 червня 1932, місто Ківерці Волинського воєводства, тепер Ківерцівського району Волинської області — 20 серпня 2017, місто Ківерці Волинської області) — українська радянська діячка, лікар, завідувачка дитячого відділення Ківерцівської районної лікарні Волинської області. Депутат Верховної Ради УРСР 7—9-го скликань. Член Президії Верховної Ради УРСР 9-го скликання.

## Біографія
Народилася в родині залізничника. Закінчила неповну середню школу в місті Ківерці та Луцьке медичне училище.
Освіта вища. У 1958 році закінчила Львівський державний медичний інститут.
З 1958 року — лікар-педіатр Старовижівської районної лікарні Волинської області.
З 1963 року — завідувачка дитячого відділення Ківерцівської центральної районної лікарні Волинської області.
Потім — на пенсії в місті Ківерці Волинської області.

## Родина
Син Олег і дочка Оксана.
Внуки: Олена, Тетяна, Андрій, Олексій, Дмитро

## Нагороди
- ордени
- медалі
- заслужений лікар Української РСР